# Asediul Karsului
Asediul Karsului a fost ultima operațiune majoră a războiului Crimeii. În iunie 1855, pentru a micșora presiunea asupra trupelor ruse asediate la Sevastopol, împăratul Alexandru al II-lea a ordonat generalului Nicolai Muraviov să atace zone în care turcii aveau interese majore în Asia Mică. Reușind să adune o armată de 40.000 de soldați, Muraviov a decis să atace Karsul, cea mai importantă fortăreață din Turcia de răsărit. 
Primul atac a fost respins de garnizoana turcă de 30.000 de oameni, aflați sub comanda generalului britanic Williams. Rușii au inițiat lucrările de asediu, începând o încercuire care a ținut până în noiembrie. La aflarea veștii atacării Karsului, comandantul otomanilor, Omar Pașa, a ordonat trupelor turcești să părăsească asediul Sevastopolului și să se deplaseze în Asia Mică, în principal pentru a asigura despresurarea Karsului.  Pe 6 septembrie, Omar Pașa a părăsit Crimeea cu direcția Batumi, în fruntea a 45.000 de soldați. 
Sosirea lui Omar Pașa la Batumi l-a hotărât pe Muraviov să înceapă un al treilea asalt asupra fortificațiilor, care erau apărate de o garnizoană aflată în pragul foametei. Dintre cei 13.000 de ruși care au participat la atac, aproape jumătate au fost uciși. În loc de a despresura Karsul, Omar Pașa s-a implicat într-un atac prelungit în Mingrelia, unde a cucerit Suhumi în cele din urmă. În acest timp, rezervele garnizoanei din Kars s-au sfârșit, iar liniile de aprovizionare au fost aproape sugrumate. 
Căderile masive de zăpadă de la sfârșitul lunii octombrie au făcut imposibilă sosirea întăririlor turcești conduse de Omar Pașa pentru garnizoana epuizată. Selim Pașa, fiul lui Omar, a debarcat cu o nouă armată în Trabzon și a început marșul spre sud, către provincia Erzerum, pentru a împiedica înaintarea armatelor ruse în interiorul Turciei. Rușii au trimis o mică forță din fața Karsului ca să-l atace pe Selim Pașa. În bătălia de pe 6 noiembrie de pe râul Ingur, turcii i-au zdrobit pe ruși. 
Garnizoana din Kars nu a putut rezista în condițiile asediului de iarnă și, pe 26 noiembrie 1855, s-a predat generalului Muraviov, care a fost onorat de țar care i-a poruncit să-și schimbe numele în Muraviov-Karsski, în cinstea victoriei.

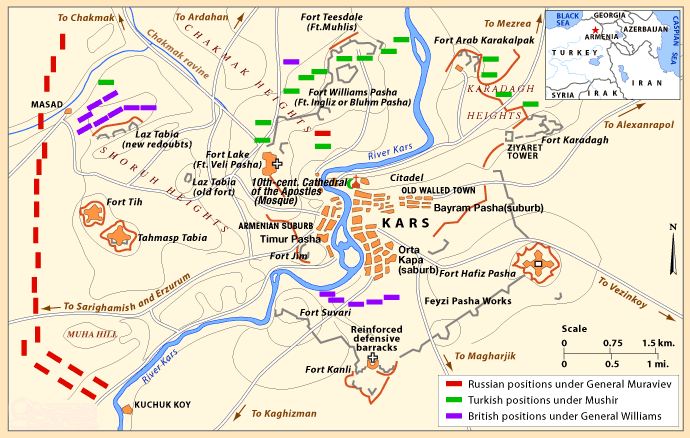
Planul Asedilui Karsului de către trupele rusești, 1855
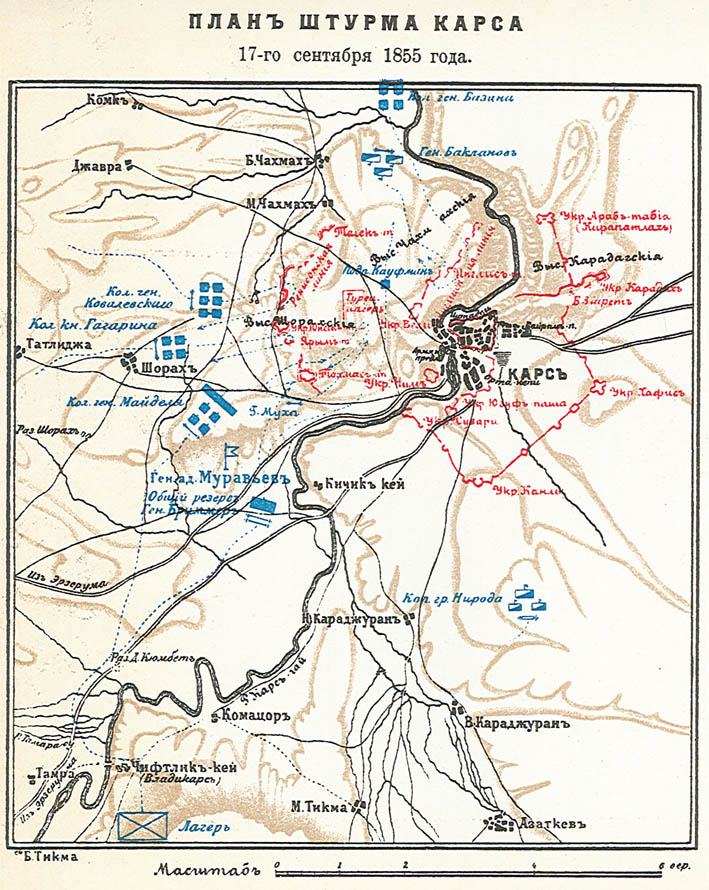
Planul Asediului Karsului din  17 septembrie 1855